# Lythria interrupta
Lythria interrupta är en fjärilsart som beskrevs av Gradl 1938. Lythria interrupta ingår i släktet Lythria och familjen mätare. Inga underarter finns listade i Catalogue of Life.